# 萬達 (伊利諾伊州)
萬達（英語：Wanda）是位於美國伊利諾伊州麥迪遜縣的一個非建制地區。該地的面積和人口皆未知。

## 地理
萬達的座標為38°50′04″N 90°02′19″W / 38.83444°N 90.03861°W，而該地的平均海拔高度為135米（即443英尺）。